# Filotes
Na mitologia grega, Filotes (em grego Φιλότης) era um Daemon ou espírito que personificava a amizade, o carinho e a ternura, podendo também ser o carinho físico, ou sexo. Era filha(o) de Nix, por ela mesma ou unida com Éter, e seus opostos eram os Neikea, os Daemones das disputas.